# الشرف (الحديدة)

تعديل مصدري - تعديل

الشرف هي إحدى قرى مديرية باجل، التابعة لمحافظة الحديدة اليمنية، بلغ تعداد سكانها 1094 نسمة حسب الإحصاء الذي جرى عام 2004.